# Logan String Melody
La Logan String Melody era una tastiera dedicata alla simulazione di un'orchestra d'archi, prodotta da circa il 1976 al 1980, commercializzata anche sotto il marchio Hohner.

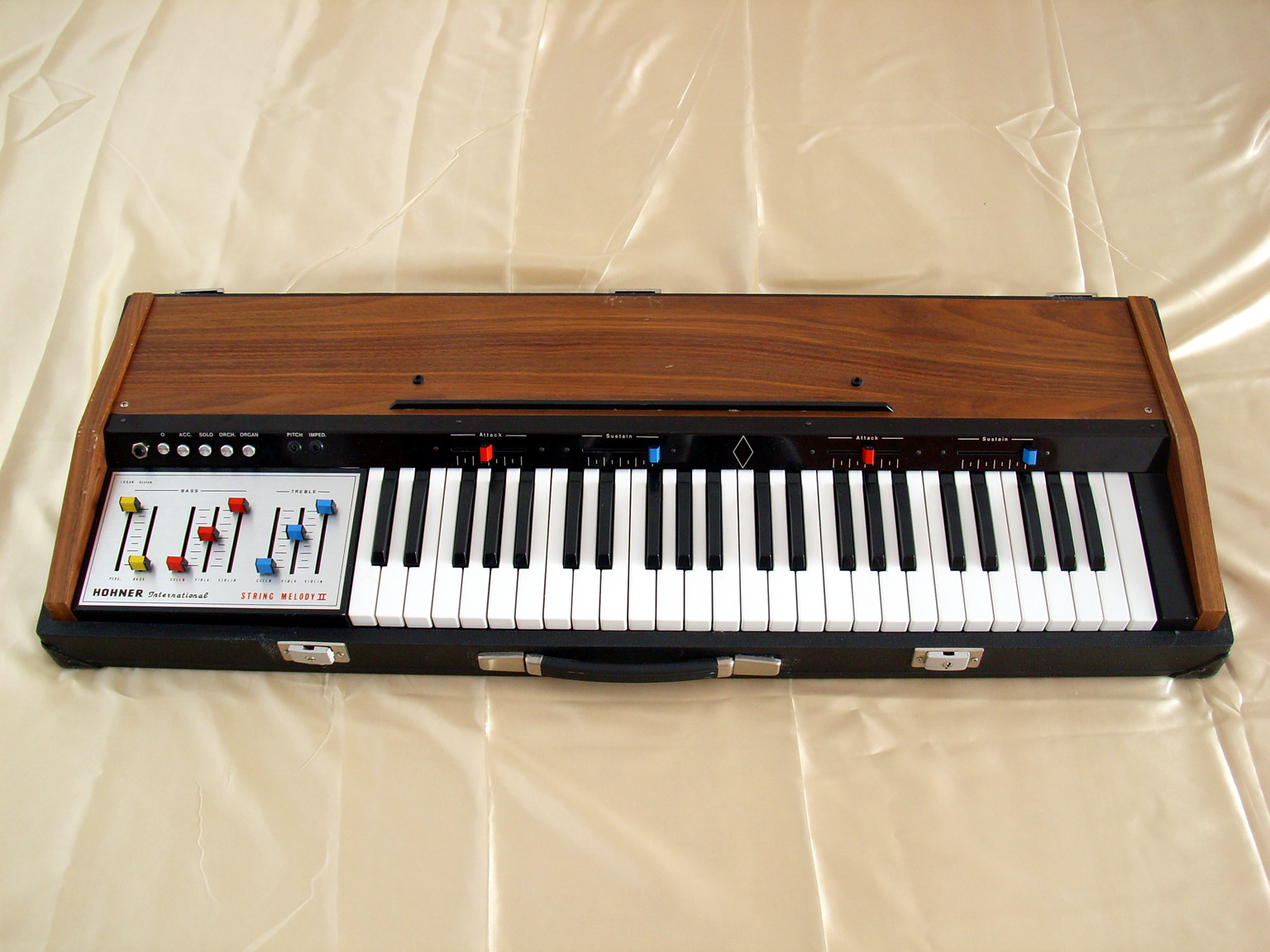
Logan String Melody II

In quel periodo era sorta, specie nella musica progressive, l'esigenza di suoni che si distaccassero da quelli tradizionali, proprio perché il genere progressive inseriva numerosi cambi di ritmo, di tonalità e chiedeva anche cambi di timbro: ad esempio, molto popolari risultavano rock band con un violino solista, un violoncello, un flauto traverso e così via.
In quel periodo molte erano le case costruttrici di questi strumenti: in particolare sono noti la Solina prodotta dalla Eminent B.V., successivamente impiegata da ARP Instruments per realizzare l'ARP String Ensemble e, da questo, l'ARP Omni I e II. La struttura di queste tastiere era pressoché la medesima: usavano la logica, comune anche agli organi combo, top octave-divide down (un generatore singolo ad alta frequenza produceva la nota più alta, un circuito integrato ricavava le note dell'ottava superiore e, da questa, una catena di divisori di frequenza generava le ottave inferiori); la forma d'onda era il dente di sega, simile a quella prodotta dagli strumenti ad arco, quindi una logica di controllo dei contatti di tastiera, filtri e un generatore di coro per dare l'illusione di un'orchestra d'archi.
Questi strumenti avevano alcune caratteristiche analoghe, e presentavano gli stessi problemi:
- il generatore di coro, costituito da tre linee di ritardo analogiche in parallelo, modulate da altrettanti LFO, lavorava su uno schema a massima casualità, impostato su periodi primi fra loro (sia le linee di ritardo che gli LFO), allo scopo di non permettere quella ciclicità e periodicità che erano invece ricercate negli effetti chorus e phaser per chitarra
- l'inviluppo era unico per tutte le note suonate in un determinato momento; ciò significa che, con un tempo di attacco lungo, la prima nota ad essere suonata si presentava in effetti con un crescendo ma, mantenendo quella nota premuta, le note successive si attivavano di colpo, come in un organo elettronico, a scapito del realismo ricercato, oppure, a seconda dell'implementazione, ad ogni nuova pressione di tasti, l'inviluppo unico ripartiva da zero, suonando di nuovo tutte le note in quel momento premute e causando un effetto decisamente molto poco gradevole

La logica utilizzata da Logan invece risolveva entrambe le suddette limitazioni:
- Il generatore di coro era sempre costituito da tre linee di ritardo analogiche in parallelo, ma queste venivano modulate da due LFO utilizzando onde con sfasamento di 120° e 240°, creando pertanto l'illusione di una massa sonora più omogenea, contigua e meno innaturale rispetto alla logica a massima casualità
- I generatori di inviluppo erano uno per ogni nota; in questo modo, per la verità costoso, si otteneva un realismo all'epoca insuperato, poiché ogni tasto si comportava come il singolo strumento ad arco. Da questo punto di vista, il comportamento della String Melody era più simile ad un sintetizzatore polifonico che ad una string machine, come venivano denominati questi strumenti

Lo strumento veniva realizzato sia interamente in legno venato a vista, per un utilizzo domestico, sia costruito in un flight-case nero con coperchio, dedicato al musicista in viaggio. La tastiera disponeva di 49 tasti Do-Do, dal tocco particolarmente leggero e di un colore tendente al giallo chiaro; era divisa in due metà uguali, ciascuna con una propria triade di controlli delle piedature (Cello, Viola, Violin, rispettivamente 8', 4', 2') e relativi controlli di inviluppo di ampiezza (Attacco e Rilascio). Esistevano due modelli, diversi per il numero di preset selezionabili mediante una pulsantiera meccanica, che nel modello superiore (String Melody II) permettevano, agendo anche sul generatore di coro, l'imitazione, oltre all'orchestra d'archi, della fisarmonica, dell'organo liturgico e del violino solista.
La String Melody disponeva anche di una sezione dedicata ai bassi, che interessava la metà di sinistra della tastiera e permetteva di dosare sia un suono di basso monofonico continuo, che partecipava all'effetto corale, sia pizzicato non soggetto a trattamenti se non ad un filtro passa-basso.
La realizzazione all'interno era di grande cura, come da tradizione negli strumenti di produzione marchigiana. I numerosi cavi venivano affasciati mediante sottili fili di cotone, creando ordinate matasse perfettamente stabili e compatte.
Lo strumento disponeva di un jack di uscita mono, e di un jack per un pedale di espressione a fotocellula. Il cavo di alimentazione non era staccabile e pertanto durante gli spostamenti veniva raccolto all'esterno del contenitore.